# Museo Correr
A Museo Correr vagy a Museo Civico Correr a Velencei Városi Múzeum. A Procuratie napóleoni szárnyában található a Szent Márk téren, szemben a Szent Márk-bazilikával. A múzeum nevét a velencei Teodoro Correrről (1750–1830) kapta, aki értékes könyv-, kézirat-, festmény- és díszítőművészeti gyűjteményét a városra hagyta. Ma a múzeumnak három gyűjteménye van.

## Részlegek
A Teodoro Corrers Alapítvány különféle városképekben dokumentálja Velence történetét, történelmi képekkel, dokumentumokkal, a Canaletto-iskola vedutájával, az egykori Színházi kolostor könyvtárával, szertartási köntösökkel, pénzérmékkel és pecsétekkel, valamint tengeri történelemmel és történelmi fegyverekkel. A gyűjtemény akkor jött létre, amikor sok családnak el kellett adnia birtokát, ami lehetővé tette a Correr számára, hogy nagyszámú művet szerezzen be. A Corrers Alapítványhoz csatlakozott Emmanuele Antonio Cicogna alapítványa, amely egy kis vagyonból jött létre akkor, amikor sok részesedést már régen eladtak külföldre, és az árak emelkedtek. A velencei kultúra és történelem ismerőjeként azonban Cicogna céltudatosabban gyűjtött, mint a Correr.
A könyvtár állománya különböző alapokra van felosztva. Az 1830-ból származó Fondo Correr 1533 tételt tartalmaz. A katalogizálást az első rendező Vincenzo Lazzari végezte. 1861-ben hozzáadták a Giuseppe Maria Malvezzi által adományozott Fondo Malvezzit, amely 160 kéziratból állt. 1884. április  15-én elhunyt az alapító. Lazzari itt is készített egy katalógust. 1866-ban hozzáadták a Fondo Cicognát. Korlátozott eszközeivel Cicogna több mint 4000 kéziratot és körülbelül 40 000 nyomtatott művet szerzett be, köztük 750 Boccaccio-kiadást. Giuseppe Giordani 1869-ig dolgozott a gyűjteményen. Ma 3823 Cicogna-kézirat található a Museo Correrben.
1879-ben a Fondo Gradenigo-Dolfint adták be a múzeumba, amely 1230 kéziratból álló gyűjtemény augusztus 8-án jelent meg. 1879 februárjában elhunyt Contessa Elena Maria Gradenigo, szül. Delfin, hagyatéki gondnok. A Csillagkereszt Érdemrend grófnője és hölgye  teljesítette férje, Vincenzo Domenico Gradenigo kívánságát, amit végrendeletében írt1869 július 20-án. A gyűjtemény magja Pietro Gradenigóra (1695–1776) nyúlik vissza. 1903-ban Daniele Ricciotti Bratti kiadta a kapcsolódó katalógust. A többi katalógushoz hasonlóan ez is elérhető az interneten.
1881-ben Conti Francesco Lodovico és Lorenzo Donà dalle Rose újabb adományt nyújtott, amelyet ennek megfelelően a Fondo Donà dalle Rose névre keresztelt. Ez a Tron és Donà családok gyűjteményeire nyúlik vissza. A Museo Giuseppe Nicoletti munkatársának 1882-re sikerült katalogizálnia a mintegy 500 kéziratot. A drámák nagy részét Leonardo Donà (1536–1612) szerezte meg, vagy ő írta.
Michele Wcovich Lazzari (1814–1886) 1885-ben hagyta örökül a mai Fondo Wcovich Lazzarit ; az 5000 kéziratot és nyomtatványt özvegye, Caterina Campagnella adta át. 1891-ben a múzeum megszerezte a Fondo Morosini Grimani család hagyatékát, amelynek utolsó tagja, Loredana Morosini Gatterburg 1884-ben halt meg. 1891-ben az örökösök velencei része beleegyezett, hogy a leltárt a Correr gratis megkapja, de az osztrák fél fizetést követelt. Ez olyan folyamatokhoz vezetett, amelyek végén a múzeum 2418 könyvet és 607 kéziratot kapott a Palazzo Morosini di Santo Stefanótól. A gyűjtemény nagyrészt Francesco Morosini dózsához (1619–1694) nyúlik vissza. Az állományt Bartolomeo Cecchetti, az Állami Levéltár igazgatója leltározta. A Fondo Provenienze Diverse elnevezést a különböző eredetű gazdaságok csoportosítására használják. Ez 3430 tételt tartalmaz.
A múzeum összesen mintegy 12 000 kéziratot őriz, de nincs teljes nyomtatott katalógusa, így az állományt alig vonják be a kutatásba. Ez valószínűleg változni fog az online kiadással, amely 2010 óta készül.
A kollekció másik része a képgalériában tekinthető meg. Jelentős számú mű található benne, köztük a Museo Correr talán legismertebb képe, Vittore Carpaccio Két velencei nő című képe, amelyet a XIX. században tévesen két kurtizán ábrázolásának tartottak.
A Museo del Risorgimento e dell'Ottocento Veneziano harmadik osztályként a Museo Correrhez kapcsolódik. Velence történelmét a köztársaság végétől Olaszország 19. századi egyesüléséig történelmi képek, jelmezek, dokumentumok, metszetek stb. században dokumentálták.

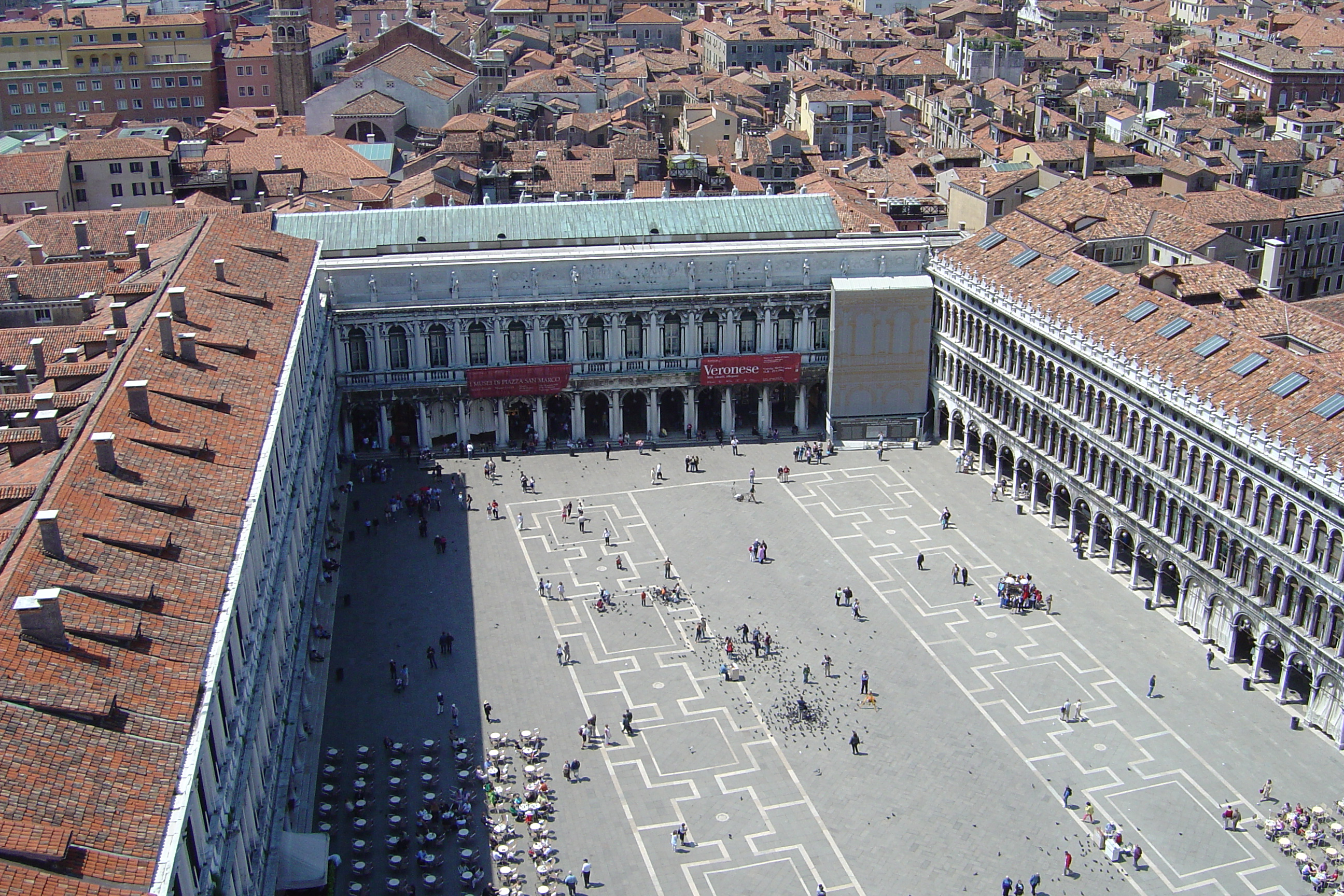
A Museo Correr a Procuratie napóleoni szárnyában a Szent Márk téren
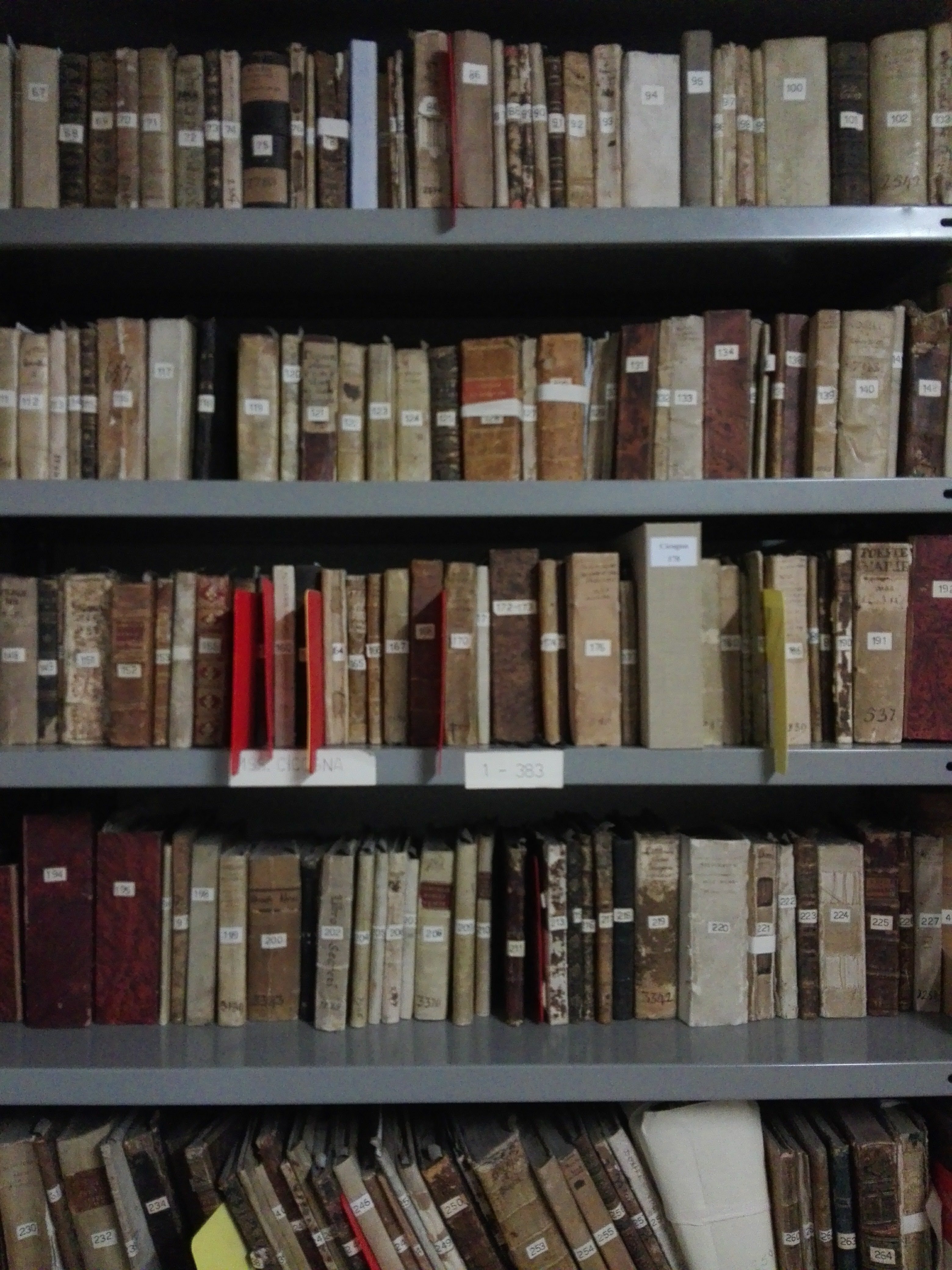
Néhány kézirat és nyomtatvány
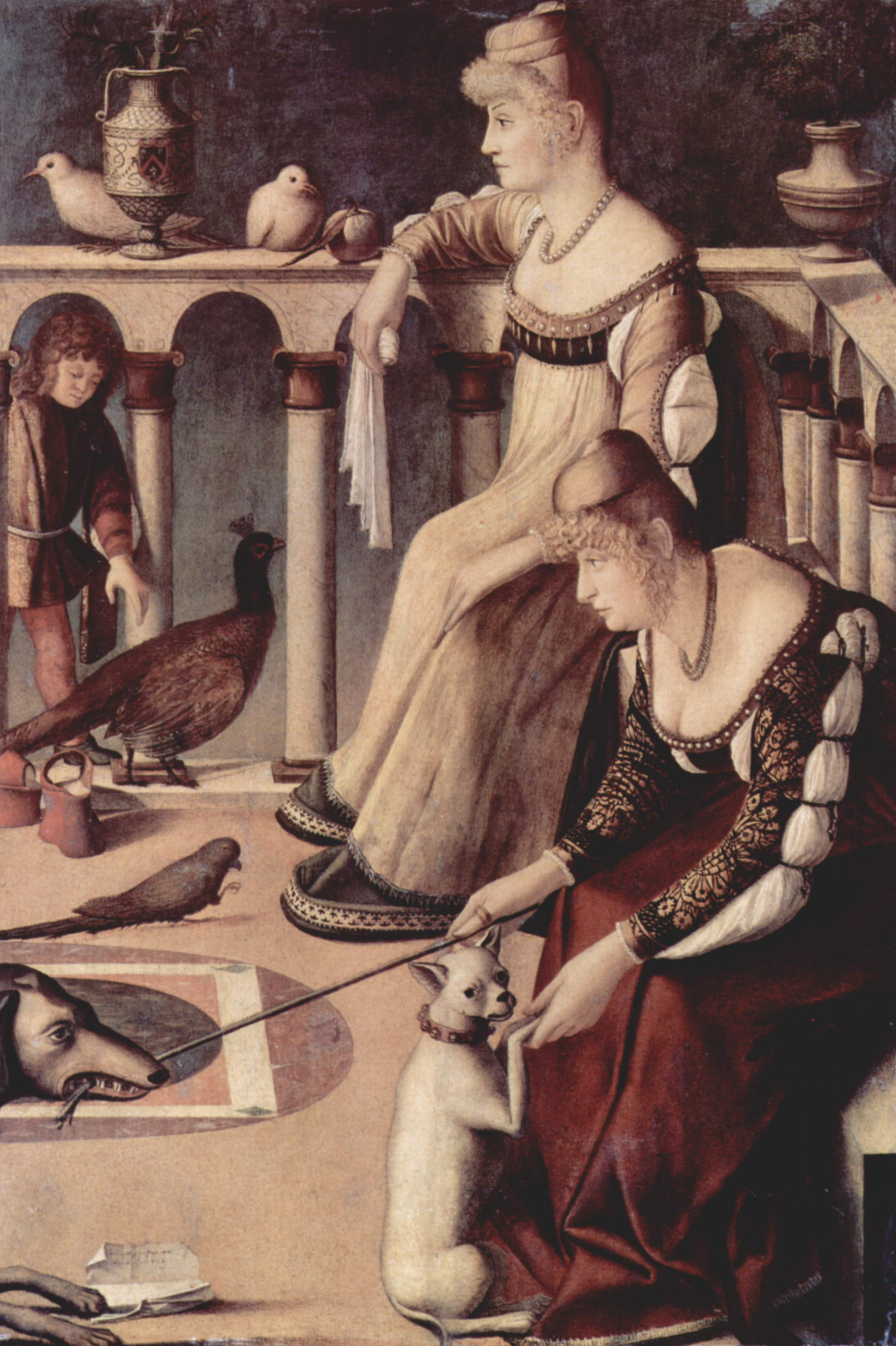
Vittore Carpaccio: Két velencei nő (1510 körül)

## Fordítás
Ez a szócikk részben vagy egészben  a   Museo Correr című német Wikipédia-szócikk ezen változatának fordításán alapul.  Az eredeti cikk szerkesztőit annak laptörténete sorolja fel. Ez a jelzés csupán a megfogalmazás eredetét és a szerzői jogokat jelzi, nem szolgál a cikkben szereplő információk forrásmegjelöléseként.